# The Bridge (álbum de Ace of Base)
The Bridge é o segundo álbum de estúdio da banda Ace of Base, lançado a 21 de novembro de 1995.

## Faixas[1]
1. "Beautiful Life" - 3:39
2. "Never Gonna Say I'm Sorry" - 3:14
3. "Lucky Love" [Versão acústica] - 2:52
4. "Edge of Heaven" - 3:49
5. "Strange Ways"	- 4:25
6. "Ravine" - 4:39
7. "Perfect World" - 3:55
8. "Angel Eyes" - 3:13
9. "My Déjà Vu" - 3:40
10. "Wave Wet Sand" - 3:18
11. "Que Sera" - 3:47
12. "Just 'N' Image" - 3:07
13. "Experience Pearls" - 3:57
14. "Whispers in Blindness" - 4:10
15. "Blooming 18" - 3:38

## Paradas
| Ano  | Parada        | Posição |
| ---- | ------------- | ------- |
| 1995 | Billboard 200 | 29      |